# NGC 5328
NGC 5328 је елиптична галаксија у сазвежђу Хидра која се налази на NGC листи објеката дубоког неба.
Деклинација објекта је - 28° 29' 21" а ректасцензија 13h 52m 53,4s. Привидна величина (магнитуда) објекта NGC 5328 износи 11,7 а фотографска магнитуда 12,7. Налази се на удаљености од 51,929 милиона парсека од Сунца. NGC 5328 је још познат и под ознакама ESO 445-67, MCG -5-33-28, PGC 49307.